# Galatheidae
Galatheidae (лат.) — семейство морских неполнохвостых десятиногих ракообразных из надсемейства Galatheoidea. Своим овальным карапаксом и загнутым под него брюшком (плеоном) напоминают смесь крабов (Brachyura) и омаров (Homarus) (отсюда и английское название «squat lobster» = «приземистый омар»). Длина их карапакса всегда превышает ширину, и ходят они на трех парах ног, а не на четырех, как крабы. Рострум заостренный и выступающий. Первая пара ног с клешнями обычно длиннее тела и вытянута далеко вперед.
Обитают во всех океанах мира, включая три вида в Северном море. Многие из более чем 80 видов рода Munidopsis являются глубоководными обитателями.
Многие тропические Galatheidae живут в тесном контакте с другими беспозвоночными, такими как жгучие кораллы или, в случае Allogalathea elegans, с коматулидами. В последнем случае рак всегда живет на своем хозяине, маскируется под его окраску и крадет у него частицы пищи. Lauriea siagiani обитает внутри губок рода Xestospongia.

## Роды
На март 2024 года в род включают 11 родов:
- Alainius Baba, 1991
- Allogalathea Baba, 1969
- Allomunida Baba, 1988
- Coralliogalathea Baba & Javed, 1974
- Fennerogalathea Baba, 1988
- Galathea Fabricius, 1793
- Lauriea Baba, 1971
- Macrothea Macpherson & Cleva, 2010
- Nanogalathea Tirmizi & Javed, 1980
- Phylladiorhynchus Baba, 1969
- Triodonthea Macpherson & Robainas-Barcia, 2013